# 飯野正光
飯野 正光（いいの まさみつ、1950年 - ）は、日本の医学者、医師。専門は、生理学、薬理学。学位は、医学博士。
東京大学名誉教授・ニューロインテリジェンス国際研究機構特任教授、日本大学生体機能医学系生理学分野上席研究員。元日本大学特任教授、元東京大学教授。
東京大学大学院医学系研究科副研究科長、ニューロインテリジェンス国際研究機構機構長特別補佐、日本薬理学会理事長、日本医学会副会長などを歴任した。紫綬褒章受章。山形市出身。

## 学歴
- 1970年 山形県立山形東高等学校卒業[1]
- 1976年 東北大学医学部卒業[2]
- 1980年 東北大学大学院医学研究科修了、医学博士[2]（論文タイトルは『平滑筋収縮タンパク系の生理的Ca感受性』）[3]

## 職歴
- 1980年 東北大学医学部助手[2]
- 1980年 ロンドン大学客員研究員[2]
- 1984年 東京大学医学部助手[2]
- 1991年 東京大学医学部講師[2]
- 1995年 東京大学医学部教授[2]
- 2006年 日本学術会議連携会員
- 2007年 東京大学大学院医学系研究科副研究科長[2]
- 2011年 東京大学大学院医学系研究科附属疾患生命工学センター長[2]
- 2014年 日本薬理学会理事長[4]
- 2016年 日本大学医学部特任教授、東京大学名誉教授[2]
- 2017年 日本医学会副会長、日本医学会連合副会長[2]
- 2021年 東京大学特命教授[5]、東京大学国際高等研究所ニューロインテリジェンス国際研究機構長特別補佐[6]

## 受賞・受章
- 1990年 日本薬理学会学術奨励賞[7]
- 2009年 上原賞[2]
- 2013年 日本薬理学会江橋節郎賞[2]
- 2017年 紫綬褒章[2]
- 2020年 東レ科学技術賞[8]
- 2024年 瑞宝中綬章[9][10]